# Nestor Wennholz
Nestor Miguel Wennholz (Novo Hamburgo, 1º de outubro de 1931 — Novo Hamburgo, 7 de maio de 2008) foi um professor, maestro, arranjador e compositor brasileiro. Ganhou notoriedade especialmente como regente de coros, mas também deixou significativo legado como arranjador e compositor.
Formou-se em Piano, Composição e Regência no Instituto de Artes da UFRGS, sendo aluno de Pablo Komlós, Armando Albuquerque, Ênio de Freitas e Castro, Adolfo Fest e Edith Blantenheim. Aperfeiçoou-se na Alemanha e Áustria, estudando com Giselher Klebe, Hans Swarowsky, Karl Österreicher e Alexander Wagner. Em 1958 foi contratado para lecionar Harmonia, Teoria e Solfejo na Escola Superior de Belas Artes de Caxias do Sul e, em 1967, com a criação da Universidade de Caxias do Sul e a incorporação do Curso de Artes e Música à UCS, passou a lecionar na Faculdade de Belas Artes. Também lecionou no Instituto de Artes da UFRGS.
Foi o primeiro regente do Coro da UCS, atuando de 1968 a 1972 e de 1977 a 1994. Sua apresentação nas comemorações dos 15 anos de fundação da universidade foi registrada em um disco, quando o reitor Abrelino Vazatta louvou o grupo "pelo seu engajamento com a arte erudita e a sensibilidade de levar a magia da música para diversos públicos além das fronteiras de Caxias do Sul". O disco se tornou uma raridade e é um documento valioso para a história da UCS e da música caxiense. Esta gravação é lembrada pelo Coro da UCS como um dos principais marcos de sua trajetória, junto com outro LP gravado em 1982 no XIII Encontro de Coros Universitários Gaúchos.
Foi o primeiro regente do Coro Sinfônico da Orquestra Sinfônica de Porto Alegre, fundado em 1969, e regente assistente da OSPA por mais de vinte anos. Na década de 1970 regeu o Coral da UFRGS e foi o responsável pela ampliação do seu repertório para além das obras com orquestra, passando a incluir peças a capella de importantes compositores nacionais e estrangeiros, vencendo dois concursos estaduais, e ganhando reconhecimento nacional.
A partir de 1976, por treze anos regeu o Coral Misto 25 de Julho de Porto Alegre, que até então estava focado na música folclórica alemã. Segundo Olavo Fröhlich, trouxe "o repertório clássico, dos compositores mais importantes da música coral, sem abandonar temas regionais como Charqueadas e Piquete do Caveira, que marcaram época. Resultaram dois LPs, um compacto duplo de músicas natalinas e uma fita cassete com repertório gauchesco". Para Angélica Boff, Wennholz, com seu carisma e competência, junto com sua sólida bagagem de repertório erudito, além de expandir muito o repertório, promoveu uma melhor qualificação dos cantores com aulas de técnica vocal e formou novos regentes dentro do grupo. Os avanços que introduziu afirmaram o grupo na cena da música coral rio-grandense e permitiram atuações junto com outros importantes corais da época, realizando "grandes espetáculos de óperas e música erudita, algumas compostas ou arranjadas por Nestor Wennholz. [...] O terceiro LP do coral, gravado entre 1979 e 1980, pode ser considerado um marco deste perfil. Um repertório com importância musicológica, colocando este coral no nível técnico e artístico dos grandes corais do país – e do mundo – e também de grande destaque histórico e cultural".
Também dirigiu o Coro União de Estância Velha, a Orquestra de Câmara da Sociedade de Cultura Musical de Caxias do Sul na década de 90 e o Coro Municipal de Caxias do Sul entre 1995 e 1996, fazendo excursões pelo Uruguai, Argentina, Itália, Alemanha e Áustria. Foi representante da Fundação Cultural de Novo Hamburgo na Comissão Organizadora do XXX Festival de Coros do Vale dos Sinos.
Segundo a maestrina Ana Yara Campos, Wennholz se inseriu como uma figura de destaque nacional no movimento de consolidação dos corais universitários das décadas de 1960 e 1970, e segundo o jornalista Nelson de Oliveira, na década de 1970 era "considerado pela crítica dos Festivais de Coros como um dos melhores regentes do Brasil". Ao falecer em 2008, foi homenageado com um concerto do Coral da UFRGS e foi elogiado em matéria do Portal Novo Hamburgo como maestro "de grande atuação no movimento coral rio-grandense, com trabalhos expressivos em Novo Hamburgo, Caxias do Sul e Porto Alegre no período que compreende as décadas de 1960 até fins dos anos 1990. [...] Ficou na memória sua dedicação e competência, somado ao seu carisma que fez desenvolver não só o Coral da UFRGS, mas todo o movimento coral no Estado". Para Guilherme Schmidt, Wennholz era um "regente genial", concebia o canto coral como um prazer e um elemento transformador da sociedade, merecendo ser reverenciado e lembrado "pelo trabalho que desenvolveu pela cultura, pela música, formando gerações de ouvintes, músicos e cantores". O Madrigal Nestor Wennholz, fundado em Porto Alegre em 2015 e dedicado ao repertório renascentista, barroco e romântico a cappella, homenageia com seu nome a memória do maestro.
Como compositor deixou grande quantidade de arranjos para coro de músicas populares e folclóricas, além de peças sinfônicas, missas, bailados, obras corais, música de câmara, sacra e solística, podendo ser destacados os arranjos de músicas da tradição popular gauchesca como Charqueada, Piquete de Caveira e Gaudêncio Sete Luas, o bailado Ana Terra, inspirado na saga de Érico Veríssimo, as peças Vocalismos, Exultate Deo, Pai Nosso, Magnificat, Ave Maria, Fiat Mudus Justus, e a Sinfonia Mercosul, uma encomenda especial para a abertura da 2ª Bienal do Mercosul, executada pela OSPA. Para Marcos Virmond, maestro e professor do Departamento de Música da Universidade do Sagrado Coração, Wennholz "teve marcante atuação como compositor e, em verdade, pode ser considerado como um dos mais expressivos compositores do Rio Grande do Sul, figurando agora ao lado de nomes como Armando Albuquerque e Bruno Kiefer".